# Hsenwi
Hsenwi (conegut també com a Hsenwi del nord, en birmà Theinni) és un dels 34 estats shan de l'estat Shan de Myanmar. Té una superfície d'11.917 km² i limita al nord amb la Xina (antigament alguns estats Shan sota sobirania de la Xina que foren abolits el 1950). La capital és Hsenwi i la ciutat principal és Lashio. A Muse i a un aeròdrom. A Namkham hi ha un centre mèdic americà on va treballar després de la Segona Guerra Mundial el famós Dr. Seagrave empresonat pels birmans als anys 50 per col·laborar amb la rebel·lió Shan. Està creuat d'est a oest pel riu Nantu. La part nord de l'estat és de població katxin i la resta són shan amb una minoria Palaung.

## Història

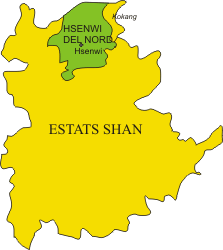
Mapa de situació de l'estat shan de Hsenwi del nord

L'estat de Hsenwi era un principat força gran al segle xix que comprenia l'actual estat, els de Hsenwi del sud, Kehsi Mansam, Mongnawng, Mongshu, Mongkung, Laikha i Kokang. Vers el 1850 aquests estats es van independitzar.
El 1855 el príncep va fer matar als familiars d'un oficial anomenat Sang Hai i aquest es va revoltar. Van seguir uns anys de guerra civil. En 1886 el Sawbwa estava refugiat a la vall de Mong Sit al nord-est de la capital. Khun Sang Tone Hung, un seguidor de Sang Hai i al seu successor al front del rebels, va quedar l'amo de la vall principal i Sang Aw (Pa Ok Chok) un cap local van prendre el poder a l'àrea de Mongyai (Hsenwi del sud). El fill del príncep, Sao Mong, que havia estat fet presoner pels britànics i portat a Mandalay, es va escapar i es va presentar a Hsenwi on amb uns quants seguidors va aconseguir derrotar parcialment a Khun Sang Tone Hung el qual va passar al sud i va ocupar Mong Yai sense perdre tot el nord i es va aliar als britànics, amb l'ajuda dels quals va tornar a Hsenwi i es va proclamar príncep. Sao Mong mentre, també s'havia sotmès als britànics. Després d'una trobada a Mongyai amb els britànics les tres parts en conflicte (Khun Sang Tone Hung, Sao Mong i els britànics) van acordar (1888) dividir l'estat en dos, un al nord i un altre al sud (alguns sub-estats del sud esdevingueren separats). La part sud va correspondre a la dinastia original representada per Sao Mong, i la part nord (amb Kokang) a Khung Sang. Pa Ok Chok va morir el 1889 i la rebel·lio, continuada per la seva família, fou aviat controlada pels britànics. A la mort de Khung Sang el va succeir el seu fill Sao Hom Hpa que el 1947 va reconèixer la separació de Kokang i va morir el 1949. El seu successor va abdicar el 1959 i després fou una de la Repúbliques de la unió d'Estats Shan que constituïren l'Estat Shan, amb vocació d'independència, però part de Myanmar.

### Sawpaws de Hsenwi
- Sao Hswe Cheng (Kon) 1778 - 1800
- Sao Hsö Kaw 1800 - 1815
- Mogaung Wun (Regent) 1815 - 1819
- Sao Naw Möng 1819 - 1821
- Hkun Hkam Hkawt 1821 - 1824
- Sao Hkam Pak 1824 - 1827
- Sao Hkam Nan 1827 - 1831
- Sao Hkun Maung Lek 1831 - 1838
- Sao Hkam Leng (Hsö Hkan Hpa) 1838 - 1845
- Sao Hseng Naw Hpa (primera vegada) 1845 - 1848
- Vacant 1848 - 1853
- Sao Hseng Naw Hpa (segona vegada) 1853 - 1855
- Vacant 1855 - 1858
- Sao Hpa Mawng Hpa (primera vegada) 1858 - 1860
- Vacant 1860 - 1863
- Sao Hpa Mawng Hpa (segona vegada) 1863 - 1864
- Shwe Pyi Bo 1864 - 1866
- U Ma Nga 1866 - 1867
- Sao Hseng Naw Hpa (tercera vegada) 1867 - 1869
- Vacant 1869 - 1873
- Win Hmu 1873 - 1874
- Sao Hseng Naw Hpa (quarta vegada) 1874 - 1875
- Natsu Letya 1875 - 1876
- Sao Hseng Naw Hpa (cinquena vegada) 1876 - 1879
- Hkun Hsang Ton Hong 1879 - Mar 1888

### Dinastia de Hsenwi del nord
- Hkun Hsang Ton Hong 1888-1927
- Sao Hom Hpa 1927-1949
- Sao Man Hpa 1949-1959